# Преки чуждестранни инвестиции
Преки чужди инвестиции (ПЧИ) се отнася до дългосрочно участие на страна А в страна Б. Това обикновено включва участие в мениджмънта, съвместно предприятие (джойнт-венчър), трансфер на технологии и експертиза. Има три типа преки чужди инвестиции: вътрешни чужди преки инвестиции и външни, резултиращи в нетен прилив на преки чужди инвестиции (позитивен или негативен) и „наличност на чуждо директно инвестиране“, което е кумулативния брой за даден период. Директното инвестиране изключва инвестиране чрез покупка и дялове.